# ハンガリー小平原
ハンガリー小平原（ハンガリー語:Kisalföld、スロバキア語:Malá dunajská kotlina、ドイツ語:Kleine Ungarische Tiefeben）とは、ハンガリー北西部の8,000 km²及びスロバキア南東部及びオーストリア東部に跨って存在している平原であり、パンノニア平原の一部を占めている平原である。

## 地理

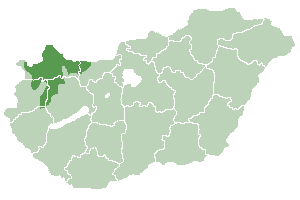
ハンガリーに於けるハンガリー小平原の位置

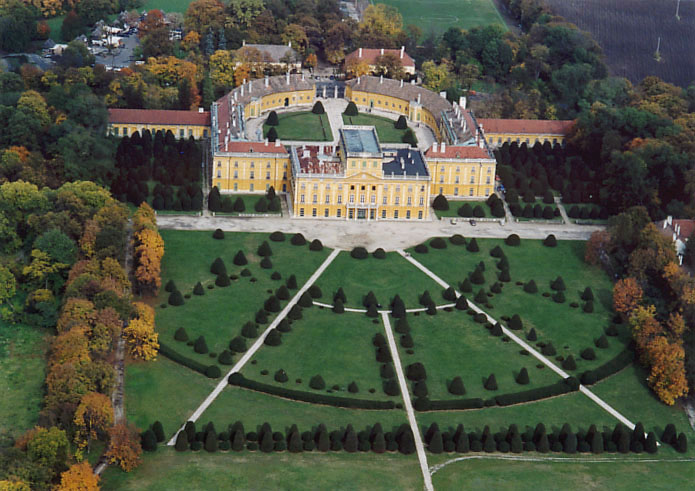
エステルハージ家の城郭。この地域での典型的な建物である。

ハンガリー小平原の境界は北側ではカルパティア山脈であり、南側ではバコニーからヴェールテス山脈にバラトン湖を経て至る道であり、西側ではウィーン盆地とアルプス山脈となっている。ハンガリー国内では、大部分がジェール・モション・ショプロン県やヴァシュ県、コマーロム・エステルゴム県西部、ヴェスプレーム県西部に含まれている。
また、この平原はドナウ川によって大体半分に分割されており、そのドナウ川はブラチスラヴァからコマールノの間で多くの支流及び島を生んでいる。著名な支流としては、ヴァーフ川、ラーバ川、ラーブカ川、マルカル川等が挙げられる。

## 歴史
この平野は新石器時代から農業的に重要な地域であった。ハンガリー小平原の南側がローマ帝国にパンノニアとして1世紀から5世紀に亘って編入され、その後にドイツ人やスラヴ人が住み始めた。その後、900年以降になるとマジャール人が住み始めた。1000年頃にはこの地域はハンガリー王国の領域となり、第一次世界大戦後、この地域はハンガリーとチェコスロバキア、そしてオーストリアに分割された。1990年代にはスロバキアが平原内のガブツィーコボにガブツィーコボ・ナジュマロシュダムを建設した。

## 民族
国境と民族の境界線は一致しておらず、とりわけ北部では南部よりもマジャール人が多い。また少数ながら三州の境界附近にはクロアチア人の集団も存在する。この地域で重要な都市はハンガリーのジェール、コマーロム、モションマジャローヴァール、スロバキアのコマールノ、デュナイスカ・ストレダ、ノヴェー・ザームキ等が挙げられる。